# Port lotniczy Inhambane
Port lotniczy Inhambane (port. Aeroporto Inhambane, IATA: INH, ICAO: FQIN) – port lotniczy zlokalizowany w Inhambane, w Mozambiku.

## Linie lotnicze i połączenia
| Linia Lotnicza          | Kierunek               |
| ----------------------- | ---------------------- |
| LAM Mozambique Airlines | 1. Maputo 2. Vilankulo |